# 克里斯托弗 (密蘇里州)
克里斯托弗（英語：Christopher）是位於美國密蘇里州牛頓縣的非建制地區。

## 歷史
克里斯托弗的郵局於1885年設立，其後於1907年停運。

## 地理
克里斯托弗所處的海拔為高於海平面399米（即1309英呎），而該地所採用的時區為UTC-6，即北美中部時區（CST）。同時該地設有夏令時間，為UTC-6調快一小時，即UTC-5（CDT）。